# Ivan Panáč
Ivan Panáč (* 26. září 1965) je bývalý československý fotbalista, záložník.

## Fotbalová kariéra
V československé lize nastoupil ve 27 utkáních za TJ Vítkovice. Ve druhé lize hrál za VTJ Tábor (v rámci ZVS), Ostroj Opava, Baník Havířov a VP Frýdek-Místek. Jeho posledními kluby byly Biocel Vratimov a TJ Suché Lazce.

## Ligová bilance
| Ročník                                   | Zápasy | Góly | Klub                |
| ---------------------------------------- | ------ | ---- | ------------------- |
| 1. československá fotbalová liga 1982/83 | 1      | 0    | TJ Vítkovice        |
| 1. československá fotbalová liga 1983/84 | 5      | 0    | TJ Vítkovice        |
| 1. československá fotbalová liga 1984/85 | 4      | 0    | TJ Vítkovice        |
| Česká národní fotbalová liga 1985/86     | 22     | 0    | VTJ Tábor           |
| Česká národní fotbalová liga 1986/87     | 29     | 5    | VTJ Tábor           |
| 1. československá fotbalová liga 1987/88 | 11     | 0    | TJ Vítkovice        |
| 1. československá fotbalová liga 1988/89 | 5      | 0    | TJ Vítkovice        |
| Česká národní fotbalová liga 1988/89     | 14     | 2    | TJ Ostroj Opava     |
| Česká národní fotbalová liga 1989/90     | 26     | 5    | TJ Ostroj Opava     |
| Česká národní fotbalová liga 1990/91     | -      | 2    | TJ Ostroj Opava     |
| Českomoravská fotbalová liga 1991/92     | -      | 1    | TJ Ostroj Opava     |
| 1. československá fotbalová liga 1991/92 | 1      | 0    | TJ Vítkovice        |
| 1. československá fotbalová liga 1992/93 | -      | -    | TJ Baník Havířov    |
| 2. česká fotbalová liga 1993/94          | -      | 0    | FK Baník Havířov    |
| 2. česká fotbalová liga 1993/94          | -      | 0    | FK VP Frýdek-Místek |
| 2. česká fotbalová liga 1994/95          | -      | 0    | FK VP Frýdek-Místek |
| CELKEM                                   | 27     | 0    |                     |